# Vrbice (okres Jičín)
Vrbice is een Tsjechische gemeente in de regio Hradec Králové, en maakt deel uit van het district Jičín.
Vrbice telt 117 inwoners.
Bačalky · Bašnice · Běchary · Bílsko u Hořic · Boháňka · Borek · Brada-Rybníček · Březina · Bříšťany · Budčeves · Bukvice · Butoves · Bystřice · Cerekvice nad Bystřicí · Červená Třemešná · Češov · Dětenice · Dílce · Dobrá Voda u Hořic · Dolní Lochov · Dřevěnice · Holín · Holovousy · Hořice · Cholenice · Chomutice · Choteč · Chyjice · Jeřice · Jičín · Jičíněves · Jinolice · Kacákova Lhota · Kbelnice · Kněžnice · Konecchlumí · Kopidlno · Kostelec · Kovač · Kozojedy · Kyje · Lázně Bělohrad · Libáň · Libošovice · Libuň · Lískovice · Lukavec u Hořic · Lužany · Markvartice · Miletín · Milovice u Hořic · Mladějov · Mlázovice · Nemyčeves · Nevratice · Nová Paka · Ohařice · Ohaveč · Osek · Ostroměř · Ostružno · Pecka · Petrovičky · Podhorní Újezd a Vojice · Podhradí · Podůlší · Radim · Rašín · Rohoznice · Rokytňany · Samšina · Sběř · Sedliště · Sekeřice · Slatiny · Slavhostice · Sobčice · Soběraz · Sobotka · Stará Paka · Staré Hrady · Staré Místo · Staré Smrkovice · Střevač · Sukorady · Svatojanský Újezd · Šárovcova Lhota · Tetín · Třebnouševes · Třtěnice · Tuř · Úbislavice · Údrnice · Úhlejov · Újezd pod Troskami · Úlibice · Valdice · Veliš · Vidochov · Vitiněves · Volanice · Vrbice · Vršce · Vřesník · Vysoké Veselí · Zámostí-Blata · Zelenecká Lhota · Železnice · Žeretice · Židovice · Žlunice